# Мері Паркер Фоллет
Мері Паркер Фоллетт (3 вересня 1868, Квінсі — 18 грудня 1933, Бостон) — американська соціологиня і консультантка з питань управління та піонерка в області теорії організацій та організаційної поведінки. Авторка ряду книг і численних есе, статей і промов про демократію, людські відносини, політичну філософію, психологіїю, організаційну поведінку та вирішення конфліктів.

## Життєпис
Фоллетт народилася в штаті Массачусетс і провела більшу частину свого раннього життя там. У вересні 1885 року вступила в суспільство Анна Тікнор. В 1898 році закінчила коледж Редкліфф, але отримала відмову на докторантуру в Гарварді при прийомі на роботу на тій підставі, що була жінкою.
Мері Паркер Фоллетт померла 18 грудня 1933 року.

## Наукова діяльність
Мері Паркер Фоллетт визнала цілісний характер спільноти і висунула ідею «взаємних відносин» у розумінні динамічних аспектів особистості в стосунках з іншими. Фоллет висунула принцип того, що вона називає «інтеграцією», або некоерцитивним поділом влади на основі використання її понять «влада з», а не «влада над». Ідеї Фолетт щодо ведення переговорів, влади і участі працівників(-ць) були дуже впливовими в розвитку області організаційних досліджень, альтернативних методів вирішення спорів, і правозахисного руху.
Фоллетт зробила значний внесок усоціальну психологію. Її підхід до вирішення конфлікту — зрозуміти його як механізм різноманітності і можливість розробки комплексних рішень, а не просто компромісу. Фоллетт акож була піонеркою у створенні громадських центрів.
Спадщина Фоллетт була визнана заснуванням у 1992 році щорічної премії імені Мері Паркер Фоллетт за видатну статтю, яка щорічно публікується в журналі "Бухгалтерський облік, аудит і звітність" (Accounting, Auditing & Accountability Journal). В обґрунтуванні премії зазначено, що її названо "в пам'ять про жінку-першопрохідця в галузі літератури з менеджменту та звітності, яка була міжнародною та міждисциплінарною у своєму підході".

### Хоторнські дослідження
Мері Фоллетт (поряд з Елтоном Мейо) ініціювала класичні дослідження в місті Хоторн, поблизу Чикаго (штат Массачусетс).
Компанія Вестерн Електрик зіткнулася з фактом зниження продуктивності праці складальниць реле. Тривалі дослідження (до запрошення Мейо і Фоллетт) не привели до задовільного пояснення причин. Тоді в 1928 році пара поставила експеримент, що спочатку мав на меті з'ясувати вплив на продуктивність праці такого чинника, як освітленість робочого приміщення. Експерименти в Хоторні в цілому тривали з 1924 по 1932 рік.
В експериментальній групі освітленість збільшувалася, і продуктивність праці зростала, в контрольній групі при незмінній освітленості продуктивність праці не росла. На наступному етапі новий приріст освітленості в експериментальній групі дав нове зростання продуктивності праці; але раптом і в контрольній групі — при незмінній освітленості — продуктивність праці також зросла. На третьому етапі в експериментальній групі були скасовані поліпшення освітленості, а продуктивність праці продовжувала рости; те саме сталося на цьому етапі і в контрольній групі. Ці несподівані результати змусили Мейо і Фоллетт модифікувати експеримент і провести ще кілька додаткових досліджень: тепер змінювалася вже не тільки освітленість, але значно ширше коло умов праці (переміщення шести робітниць в окрему кімнату, поліпшення системи оплати праці, введення додаткових перерв, двох вихідних на тиждень і т. д.). При введенні всіх цих змін продуктивність праці підвищувалася, але коли за умовами експерименту, нововведення були скасовані, вона, хоча і дещо знизилася, залишилася на рівні вищому за початковий.
Фолетт та Мейо припустили, що в експерименті проявляється ще якась змінна, і нею виявився сам факт участі робітниць в експерименті: усвідомлення важливості того, що відбувається, своєї участі в якомусь заході. Увага працівниць до себе привела до їх більшого включення у виробничий процес і зростання продуктивності праці, навіть у випадках, коли об'єктивні поліпшення були відсутні. Мейо витлумачив це як прояв особливого почуття соціабельності — потреби відчувати себе «належними» до якоїсь групи. Другою лінією інтерпретації була ідея про існування всередині робочих бригад особливих неформальних відносин, які позначилися, як тільки до потреб робітниць, до їх особистої долі в ході виробничого процесу було виявлено увагу. Виснувано не тільки про наявність поряд з формальною ще і неформальної структури в бригадах, а й про значення неформальної структури, зокрема, про можливість використання її як фактора впливу на бригаду в інтересах компанії.
Згодом саме на підставі рекомендацій, отриманих в Хоторнському експерименті, виникла особлива доктрина «людських відносин», яка перетворилася на офіційну програму управління і викладається нині в якості навчальної дисципліни в усіх школах бізнесу.